# Centre de recherche en sciences naturelles Lwiro
Le Centre de recherche en sciences naturelles,, plus connu sous son sigle « CRSN-Lwiro » est une institution publique située à Lwiro, dans le territoire de Kabare au groupement de Bugobe, à 45 kilomètres au nord de la ville de Bukavu, dans la province du Sud-Kivu en république démocratique du Congo, destinée à la recherche scientifique dans le domaine des sciences naturelles. Fondé par le Prince Charles de la Belgique en 1947 dans le but de promouvoir le développement des connaissances scientifiques, le CRSN est reconnu pour ses contributions majeures à la recherche environnementale, biologique, et géologique.

## Historique
Le CRSN-Lwiro a été créé en 1947 par le prince Charles de Belgique, pour répondre à la nécessité d'une institution spécialisée dans la recherche en sciences naturelles. Dès sa création, il a joué un rôle central dans la formation des chercheurs et dans la production de connaissances scientifiques sur la biodiversité et les ressources naturelles locales. Son développement a été marqué par l'expansion de ses infrastructures et par des collaborations internationales.
En 1975, l'institut pour la Recherche scientifique en afrique centrale (IRSAC) fut transformé en institut de recherche scientifique (IRS) par le décret-loi n°75-029 du 22 octobre 1975. Son principal objectif était de conduire, promouvoir et gérer la recherche en sciences et technologies en République du Zaïre. Cette transformation visait à renforcer la capacité de recherche scientifique dans le pays et à répondre aux besoins socio-économiques de la nation,,,,.
En 1982, l'IRS devint le centre de recherche en sciences naturelles (CRSN) par l'ordonnance-loi n° 040/81 du 5 novembre 1982. Le CRSN conserva les mêmes missions : conduire, gérer et promouvoir la recherche en sciences et technologies, mais cette fois dans le contexte de la République Démocratique du Congo (RDC). Ce changement reflétait la volonté du pays de structurer davantage la recherche scientifique et de mieux valoriser les ressources naturelles,.
Le CRSN-Lwiro est placé sous la tutelle du ministère national de la recherche scientifique et technologique. En tant qu'institution publique, il concentre ses recherches sur la faune et la flore terrestre et aquatique de la RDC ainsi que sur celles des pays du Rift Albertin, notamment le Rwanda, le Burundi et l’Ouganda. Ses recherches sont menées à travers plusieurs laboratoires spécialisés, co-gérés avec l'institut congolais pour la conservation de la nature (ICCN), garantissant ainsi une collaboration étroite entre recherche scientifique et conservation des écosystèmes,,.

## Évaluation
Le CRSN est évalué périodiquement par des organismes nationaux et internationaux pour garantir l'excellence de ses travaux de recherche. Les évaluations portent sur la qualité de ses publications scientifiques, l'impact de ses recherches sur la société, et sa capacité à attirer des financements externes. Grâce à ces évaluations, le CRSN a acquis une réputation de centre d'excellence,.

## Rôle et domaine d’expertise

### Administration
Le CRSN-Lwiro est dirigé par un Comité de gestion qui assure la supervision générale et stratégique de l'institution. Ce comité est composé de trois membres principaux,, :
1. Le Directeur général : responsable de la direction globale et de la mise en œuvre des orientations stratégiques[21],[22],[23].
2. Le Directeur scientifique : chargé de la coordination des activités de recherche et du développement scientifique[24].
3. Le Directeur administratif et financier : chargé de la gestion administrative, financière et logistique.

L'administration du CRSN-Lwiro repose sur plusieurs services essentiels qui soutiennent son fonctionnement :
- Service des ressources humaines : gestion du personnel, recrutement et développement des compétences[25].
- Service du patrimoine : gestion des infrastructures, équipements et ressources matérielles.
- Service technique : maintenance des installations et soutien technique aux laboratoires.
- Service des finances : gestion budgétaire, comptabilité et suivi financier des projets.

### Découpage administratif
Le CRSN-Lwiro est organisé en plusieurs départements spécialisés, chacun couvrant un aspect particulier des sciences naturelles :
- Département de Biologie : études sur la faune et la flore.
- Département de Géologie : recherche sur les ressources minérales et géologiques.
- Département d'Écologie : analyse des écosystèmes et biodiversité.
- Département de Chimie Environnementale : étude de la qualité de l'air, de l'eau et des sols.

### Infrastructures de recherche
Le CRSN-Lwiro dispose de laboratoires modernes équipés de technologies avancées, de stations de recherche sur le terrain et d’une bibliothèque scientifique. Ses infrastructures comprennent également des centres de calculs, des bases de données environnementales et des serres expérimentales.
Il dispose d'une vaste concession de 64 hectares située à Lwiro, qui accueille diverses installations essentielles à son fonctionnement.
Parmi les infrastructures principales se trouvent :
- Un bâtiment administratif, qui abrite les bureaux de la direction et les services administratifs.
- Une guest house, destinée à l’accueil des chercheurs, visiteurs et collaborateurs de passage.
- Plusieurs villas, réservées au logement du personnel et des invités.
- Un centre hospitalier, offrant des services de santé aux employés et à la communauté locale.
- Trois camps de travailleurs, destinés à l’hébergement du personnel technique et de soutien.
- Des ateliers et garages, utilisés pour la maintenance des équipements et la gestion des véhicules.

Ces installations jouent un rôle crucial dans la réalisation des activités de recherche et dans le soutien logistique de l’institution.

## Structures opérationnelles de recherche et de service
Les structures opérationnelles du CRSN-Lwiro se composent de :
- Unités de Recherche : focalisées sur des projets spécifiques[28].
- Services Techniques : gestion des équipements et maintenance.
- Centre de Documentation : accès aux publications et aux archives scientifiques.
- Service de Vulgarisation : diffusion des résultats de la recherche auprès du grand public.

Le CRSN-Lwiro organise ses activités de recherche autour de cinq départements principaux, chacun spécialisé dans un domaine spécifique :  

### Département de biologie
Ce département se concentre sur la recherche relative aux animaux et aux plantes terrestres et aquatiques. Il étudie la biodiversité des écosystèmes naturels et leur interaction avec l'environnement.

### Département de géophysique
Ce département s'intéresse aux phénomènes géophysiques dans la région du Graben Est Africain, avec une attention particulière aux catastrophes naturelles telles que les séismes, les tremblements de terre, les glissements de terrain et la climatologie.

### Département de la documentation
Ce département est chargé de la gestion et de la recherche en bibliothéconomie. Sa bibliothèque est l'une des plus importantes d'Afrique centrale et la quatrième de la RDC, après celles de l'UNIKIN, UNILU et UNIKIS. Elle comprend :  
- 7 888 livres
- 2 505 journaux
- 1 451 cartes
- 12 396 publications
- 3 276 photos
- 3 022 microfilms
- 2 786 archives
- 116 bandes enregistrées
- 46 films scientifiques
- 2 930 masques
- 350 000 spécimens biologiques

### Département de nutrition
Ce département se concentre sur la lutte contre la malnutrition infantile et les maladies connexes telles que le sida, la tuberculose et la pneumonie. Il mène des recherches pour améliorer la santé et le bien-être des populations vulnérables,,.

### Département de l’environnement
Ce département traite des questions liées à l'environnement terrestre et aquatique. Il étudie les impacts environnementaux et propose des solutions pour la préservation des écosystèmes naturels,.

## CRSN: Production scientifique et distinctions
Le CRSN est à l'origine de nombreuses publications dans des revues scientifiques de renom. Ses chercheurs ont reçu plusieurs distinctions nationales et internationales pour leurs travaux, notamment dans les domaines de la conservation de la biodiversité et des sciences environnementales. Le centre est également impliqué dans l'organisation de conférences scientifiques et de symposiums.

## Organisation du personnel
Le personnel du CRSN est structuré en plusieurs catégories, :
1. Chercheurs : principaux acteurs des projets scientifiques[40].
2. Techniciens : support technique pour les recherches.
3. Administrateurs : gestion des aspects logistiques et financiers.
4. Stagiaires et doctorants : jeunes chercheurs en formation.

Le CRSN est dirigé par un directeur général, assisté par un conseil scientifique et des responsables de départements, garantissant une gouvernance axée sur l’excellence et l’innovation.